# Newbie
Newbie – nowicjusz; slangowy termin oznaczający osobę początkującą, niedoświadczoną w danej dziedzinie. Najczęściej używany w żargonie informatycznym. Zwykle określenie newbie nie ma nacechowania negatywnego i początkujący często sami ostrzegają przy jego pomocy o swoim ograniczonym rozeznaniu w danym temacie.